# Station Widuchowa
Station Widuchowa is een spoorwegstation in de Poolse plaats Widuchowa.